# Heinz Frick
Heinz Frick (* 5. Oktober 1919 in Berlin; † 19. Januar 2010 ebenda) war ein deutscher Politiker (SPD).
Heinz Frick besuchte eine Oberrealschule und machte eine Lehre als Technischer Zeichner. Nach dem Abendgymnasium legte er das Abitur ab. 1939 wurde er von der Wehrmacht eingezogen und geriet anschließend in Kriegsgefangenschaft.
Nach dem Zweiten Weltkrieg kehrte Frick 1946 nach Berlin zurück und machte eine Ausbildung als Dolmetscher. Im selben Jahr trat er der SPD bei. 1952 wurde er Jugendpfleger und rückte in die Bezirksverordnetenversammlung im Bezirk Kreuzberg nach. Frick erhielt 1953 die staatliche Anerkennung als Sozialarbeiter und wurde 1962 Bezirksjugendpfleger im Bezirk Schöneberg. Da Nils Ferberg zum Bezirksstadtrat für Volksbildung im Bezirk Tempelhof gewählt wurde, rückte Frick im März 1969 in das Abgeordnetenhaus von Berlin nach. Mit dem Ende der Legislaturperiode im März 1971 schied er wieder aus.